# Insenatura di George
L'insenatura di George (George Inlet in inglese) è un canale del mare dell'Alaska meridionale (Stati Uniti) nel Borough di Ketchikan Gateway vicino alla città di Ketchikan e fa parte dell'area marittima Inside Passage.

## Dati fisici
L'insenatura di George (chiamata anche George Arm) si trova nella parte meridionale dell'isola di Revillagigedo (Revillagigedo Islans) a circa 14 km verso sud-est dalla città di Ketchikan. Ha la forma di un canale con un orientamento grosso modo sud-nord con una forma a "S" non troppo marcata. A sud nasce dal canale di Revillagigedo (Revillagigedo Channel); la parte iniziale è in comune con l'insenatura di Carroll (Caroll Inlet) e termina un po' prima del centro dell'isola Revillagigedo in una area paludosa (Salt Lagoon). Il canale si trova all'interno della Foresta Nazionale di Tongass (Tongass National Forest) e fa parte dell'Arcipelago Alessandro (Alexander Archipelago).

### Isole bagnate dallo stretto
Nello stretto sono presenti le seguenti principali isole:
| Nome dell'isola                   | Note                                                   | Coordinate             |
| --------------------------------- | ------------------------------------------------------ | ---------------------- |
| Isola di Coon (Coon Island)       | Si trova a pochi chilometri dalla fine nord del canale | 55°27′36″N 131°30′08″W |
| Isola di Bull (Bull Island)       | Si trova alla fine nord del canale                     | 55°29′19″N 131°30′00″W |
| Isola di Granite (Granite Island) | Si trova alla fine nord del canale                     | 55°30′07″N 131°28′19″W |

### Baie e insenature
Nel canale sono presenti le seguenti principali insenature:
| Nome dell'insenatura       | Note                                            | Coordinate             |
| -------------------------- | ----------------------------------------------- | ---------------------- |
| Baia di Gem (Gem Cove)     | Si trova a un terzo dall'inizio sud del canale  | 55°22′40″N 131°25′48″W |
| Baia di Coon (Coon Cove)   | Si trova a un terzo dall'inizio nord del canale | 55°27′50″N 131°28′37″W |
| Baia di Tsa (Tsa Cove)     | Si trova alla fine nord del canale              | 55°29′53″N 131°28′10″W |
| Baia di Leask (Leask Cove) | Si trova alla fine nord del canale              | 55°30′20″N 131°30′27″W |

### Fiumi
Diversi fiumi (torrenti) alimentano le acque del canale tra i quali:
- Witmann Creek 55°19′47″N 131°30′37″W
- Beaver Falls Creek 55°22′48″N 131°28′11″W
- White River 55°28′28″N 131°32′22″W
- Leask Creek 55°30′37″N 131°31′00″W

### Promontori dello stretto
Nello stretto è presente nella parte terminale un solo promontorio:
- promontorio Bat (Bat Point)[11] 55°30′15″N 131°29′29″W - Il promontorio, con una elevazione di 18 metri, si trova di fronte all'isola di Bull (Bull Island).

## Storia
Il canale è stato nominato per la prima volta in tempi moderni nel 1880 dalla United States National Geodetic Survey (US Coast and Geodetic Survey) in onore del pilota W.E. George che creò il primo schizzo topografico del canale Revillagigedo e degli stretti di Tongass.

## Accessi e turismo
L'insenatura si può raggiungere via mare (facilmente da Ketchikan) o via aerea (idrovolanti). La parte iniziale a sud del canale (riva occidentale) è percorsa dalla strada "S. Tongass" (S. Tongass Highway). Il percorso copre la distanza Saxman - Beaver Falls (circa 16 chilometri).

## Fauna
Nella fauna marina del canale si trovano: balene, leoni marini e aringhe (queste ultime molto numerose). Nel canale si pratica anche la pesca del salmone.